# Palmarès e record dei Boston Celtics

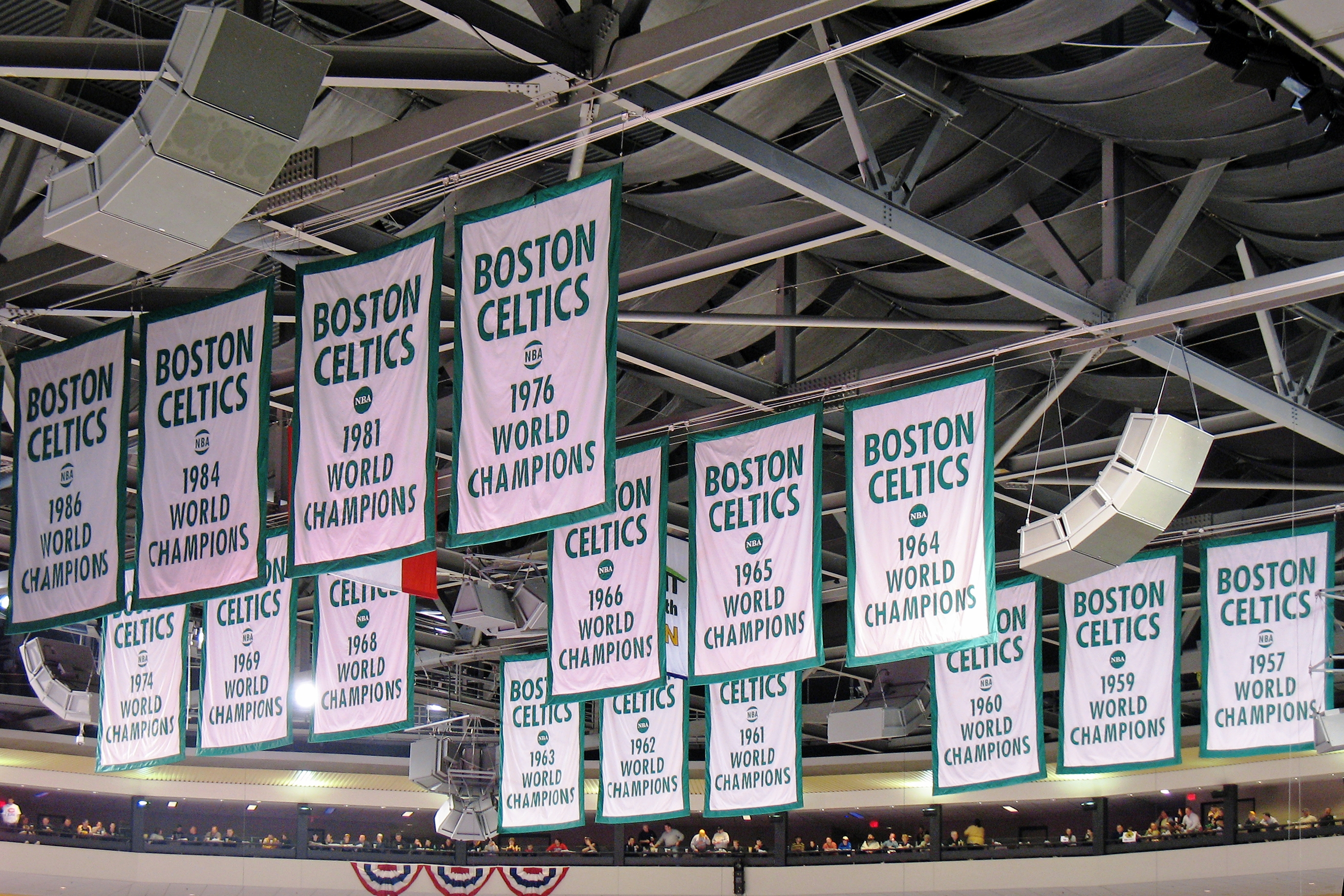
Gli stendardi dei titoli Nba vinti appesi al TD Banknorth Garden.

Questa è una lista comprensiva dei titoli e record dei Boston Celtics. I Boston Celtics sono una squadra professionistica di pallacanestro che gioca nella NBA.

## Palmarès

### Titoli NBA (18) (record)
| - 1957 - 1959 - 1960 - 1961 - 1962 - 1963 |  | - 1964 - 1965 - 1966 - 1968 - 1969 - 1974 |  | - 1976 - 1981 - 1984 - 1986 - 2008 - 2024 |

### Titoli di Division (Playoffs) (12)
| - 1957 - 1958 - 1959 - 1960 - 1961 - 1962 |  | - 1963 - 1964 - 1965 - 1966 - 1968 - 1969 |

### Titoli di Conference (11)
| - 1974 - 1976 - 1981 - 1984 - 1985 |  | - 1986 - 1987 - 2008 - 2010 - 2022 |  | - 2024 |

### Titoli di Division (35) (record)
| - 1957 - 1958 - 1959 - 1960 - 1961 - 1962 - 1963 - 1964 - 1965 |  | - 1972 - 1973 - 1974 - 1975 - 1976 - 1980 - 1981 - 1982 - 1984 |  | - 1985 - 1986 - 1987 - 1988 - 1991 - 1992 - 2005 - 2008 - 2009 |  | - 2010 - 2011 - 2012 - 2017 - 2022 - 2023 - 2024 - 2025 |

## Hall of Fame
Trentotto Celtics sono entrati nella Basketball Hall of Fame come giocatori, più di ogni altra squadra NBA.

### Giocatori
In quindici principalmente per la loro carriera nei Celtics:
- Nate "Tiny" Archibald (1978-1983)
- Larry Bird (1979-1992)
- Bob Cousy (1950-1963)
- Dave Cowens (1970-1980)
- John Havlicek (1962-1978)
- Tom Heinsohn (1956-1965)
- Bailey Howell (1966-1970)
- Ed Macauley (1950-1956)
- K.C. Jones (1959-1967)
- Sam Jones (1957-1969)
- Kevin McHale (1980-1993)
- Robert Parish (1980-1994)
- Frank Ramsey (1954-1964)
- Bill Russell (1956-1969)
- Bill Sharman (1951-1961) Anche come allenatore di altre squadre in primo luogo i Los Angeles Lakers.

In undici principalmente per la loro carriera in altri club:
- Dave Bing (1977-1978)
- Bob Houbregs (1954-1955) Era nel roster, ma non giocò mai.
- Pete Maravich (1979-1980)
- Clyde Lovellette (1962-1964)
- Bob McAdoo (1979)
- Andy Phillip (1956-1958)
- Bill Walton (1985-1987) Nonostante la breve parentesi nei Celtics, rimane memorabile il suo contributo dalla panchina per la corsa al titolo del 1986.
- Arnie Risen (1955-1958)
- Dominique Wilkins (1994-1995)
- Gary Payton (2004-2005)
- Shaquille O'Neal (2010-2011)
- Kevin Garnett (2007-2013)

### Allenatori, dirigenti e contributori
In quattro sono entrati nella Hall of Fame principalmente per il loro lavoro come allenatori e dirigenti dei Celtics:
- Arnold "Red" Auerbach (Allenatore 1950-1966, dirigente 1966-2006).
- Walter A. Brown (1945-1964) Come contributore, primo proprietario dei Celtics.
- Bill Fitch (1979-1983) Come allenatore.
- William G. Mokray (1946-1969) Come contributore, direttore delle pubbliche relazioni 1946-1957, Vice Presidente 1957-1969.

Altri quattro hanno fatto parte dei Celtics:
- Wayne Embry (giocatore nei celtics 1966-1968) Primo afroamericano ad essere sia general manager che presidente nella NBA.
- Doggie Julian (allenatore dei celtics 1948-1950) Entrato per la sua carriera di allenatore nel basket universitario.
- Honey Russell (Allenatore dei Celtics 1948-1950) entrato per la sua carriera da giocatore prima dell'istituzione della NBA.
- John Thompson (Giocatore dei Celtics 1964-1966) entrato come allenatore, principalmente per il lavoro alla Georgetown University.

Inoltre, Johnny Most, a lungo commentatore radio dei Celtics, è stato onorato con il Hall of Fame's Curt Gowdy Media Award nel 1993.

## Numeri ritirati
I Boston Celtics hanno ritirato, nel corso della loro gloriosa storia, ben 22 numeri, il massimo per lo sport professionistico del Nord-America.
| Robert Parish Centro Ritirato nel 1998            | Walter Brown Fondatore, Proprietario Ritirato nel 1964       | Red Auerbach Allenatore, Presidente Ritirato nel 1985 | Dennis Johnson Guardia Ritirato nel 1991 | Kevin Garnett Ala Ritirato nel 2022              | Bill Russell Centro, Allenatore Ritirato nel 1972 | Jo Jo White Guardia Ritirato nel 1982 |
| Bob Cousy Guardia, Telecronista Ritirato nel 1963 | Tom Heinsohn Ala, Allenatore, Telecronista Ritirato nel 1966 | Satch Sanders Ala Ritirato nel 1973                   | John Havlicek Ala Ritirato nel 1978      | Dave Cowens Centro, Allenatore Ritirato nel 1981 | Jim Loscutoff* Ala                                |                                       |
| Don Nelson Ala Ritirato nel 1978                  | Bill Sharman Guardia Ritirato nel 1966                       | Ed Macauley Centro Ritirato nel 1963                  | Frank Ramsey Ala                         | Sam Jones Guardia Ritirato nel 1969              | K.C. Jones Guardia, Allenatore Ritirato nel 1967  |                                       |
| Cedric Maxwell Ala Ritirato nel 2003              | Kevin McHale Ala Ritirato nel 1994                           | Larry Bird Ala Ritirato nel 1993                      | Reggie Lewis Ala Ritirato nel 1995       | Paul Pierce Ala Ritirato nel 2018                | Johnny Most Telecronista                          |                                       |

* Loscutoff, che indossava il #18, chiese che la sua leggenda fosse onorata permettendo ad altri Celtics di indossare il suo numero, che successivamente fu ritirato in onore di Dawe Cowens. Tra i banner celebrativi appesi al soffitto del TD Banknorth Garden quello che lo onora ha impresso il suo soprannome: "LOSCY".

## Premi individuali
| Miglior giocatore (record) - Bob Cousy - 1957 - Bill Russell - 1958, 1961, 1962, 1963, 1965 - Dave Cowens - 1973 - Larry Bird - 1984, 1985, 1986 Miglior giocatore delle finali - John Havlicek - 1974 - Jo Jo White - 1976 - Cedric Maxwell - 1981 - Larry Bird - 1984, 1986 - Paul Pierce - 2008 NBA Eastern Conference Finals MVP (record) - Jayson Tatum - 2022 - Jaylen Brown - 2024 NBA All-Star Game Most Valuable Player Award - Ed Macauley - 1951 - Bob Cousy - 1954, 1957 - Bill Sharman - 1955 - Bill Russell - 1963 - Dave Cowens - 1973 - Nate Archibald - 1981 - Larry Bird - 1982 - Jayson Tatum - 2023 Miglior difensore - Kevin Garnett - 2008 - Marcus Smart - 2022 Miglior esordiente - Tom Heinsohn - 1957 - Dave Cowens - 1971 - Larry Bird - 1980 Miglior sesto uomo (record condiviso con i Los Angeles Clippers) - Kevin McHale - 1984, 1985 - Bill Walton - 1986 - Malcolm Brogdon - 2023 - Payton Pritchard - 2025 Miglior allenatore - Red Auerbach - 1965 - Tom Heinsohn - 1973 - Bill Fitch - 1980 Miglior dirigente - Red Auerbach - 1980 - Danny Ainge - 2008 - Brad Stevens - 2024 NBA All-Star Game head coaches (record) - Red Auerbach – 1957, 1958, 1959, 1960, 1961, 1962, 1963, 1964, 1965, 1966 - Tom Heinsohn – 1972, 1973, 1974, 1976 - Bill Fitch - 1982 - K.C. Jones - 1984, 1985, 1986, 1987 - Chris Ford - 1991 - Doc Rivers - 2008, 2011 - Brad Stevens - 2017 - Joe Mazzulla - 2023 NBA Slam Dunk Contest - Dee Brown - 1991 - Gerald Green - 2007 NBA Three-point Shootout - Larry Bird - 1986, 1987, 1988 - Paul Pierce - 2010 |  | Primo quintetto NBA - Ed Sadowski - 1948 - Ed Macauley - 1951, 1952, 1953 - Bob Cousy - 1952, 1953, 1954, 1955, 1956, 1957, 1958, 1959, 1960, 1961 - Bill Sharman - 1956, 1957, 1958, 1959 - Bill Russell - 1959, 1963, 1965 - John Havlicek - 1971, 1972, 1973, 1974 - Larry Bird - 1980, 1981, 1982, 1983, 1984, 1985, 1986, 1987, 1988 - Kevin McHale - 1987 - Kevin Garnett - 2008 - Jayson Tatum - 2022, 2023, 2024, 2025 Secondo quintetto NBA (record) - Bill Sharman - 1953, 1955, 1960 - Ed Macauley - 1954 - Bill Russell - 1958, 1960, 1961, 1962, 1964, 1966, 1967, 1968 - Tom Heinsohn - 1961, 1962, 1963, 1964 - Bob Cousy - 1962, 1963 - John Havlicek - 1964, 1966, 1968, 1969, 1970, 1975, 1976 - Sam Jones - 1965, 1966, 1967 - Dave Cowens - 1973, 1975, 1976 - Jo Jo White - 1975, 1977 - Nate Archibald - 1981 - Robert Parish - 1982 - Larry Bird - 1990 - Paul Pierce - 2009 - Isaiah Thomas - 2017 - Kyrie Irving - 2019 - Jaylen Brown - 2023 Terzo quintetto NBA - Robert Parish - 1989 - Paul Pierce - 2002, 2003, 2008 - Rajon Rondo - 2012 - Jayson Tatum - 2020 |  | Primo quintetto di esordienti - John Havlicek - 1963 - Jo Jo White - 1970 - Dave Cowens - 1971 - Larry Bird - 1980 - Kevin McHale - 1981 - Dee Brown - 1991 - Antoine Walker - 1997 - Ron Mercer - 1998 - Paul Pierce - 1999 - Jayson Tatum - 2018 Secondo quintetto di esordienti (record condiviso con gli Houston Rockets) - Brian Shaw - 1989 - Rick Fox - 1992 - Dino Rađa - 1994 - Eric Montross - 1995 - J.R. Bremer - 2003 - Al Jefferson - 2005 - Ryan Gomes - 2006 - Rajon Rondo - 2007 - Kelly Olynyk - 2014 - Marcus Smart - 2015 - Jaylen Brown - 2017 Primo quintetto difensivo - Bill Russell - 1969 - John Havlicek - 1972, 1973, 1974, 1975, 1976 - Paul Silas - 1975, 1976 - Dave Cowens - 1976 - Kevin McHale - 1986, 1987, 1988 - Dennis Johnson - 1987 - Kevin Garnett - 2008, 2009, 2011 - Rajon Rondo - 2010, 2011 - Avery Bradley - 2016 - Marcus Smart - 2019, 2020, 2022 Secondo quintetto difensivo (record) - Satch Sanders - 1969 - John Havlicek - 1969, 1970, 1971 - Don Chaney - 1972, 1973, 1974, 1975 - Paul Silas - 1973 - Dave Cowens - 1975, 1980 - Larry Bird - 1982, 1983, 1984 - Kevin McHale - 1983, 1989, 1990 - Dennis Johnson - 1984, 1985, 1986 - Rajon Rondo - 2009, 2012 - Kevin Garnett - 2012 - Avery Bradley - 2013 - Al Horford - 2018 - Robert Williams - 2022 - Derrick White - 2023, 2024 - Jrue Holiday - 2024 |